# Мали Млун
Мали Млун (итал. Milino Piccolo) је насељено место у Истарској жупанији, Република Хрватска. Административно је у саставу Града Бузета.

## Становништво
Према задњем попису становништва из 2001. године у насељу Мали Млун живео је 55 становник који су живели у 17 породичних домаћинстава.
Кретање броја становника по пописима 1857—2001.
| година пописа  | 1857. | 1869. | 1880. | 1890. | 1900. | 1910. | 1921. | 1931. | 1948. | 1953. | 1961. | 1971. | 1981. | 1991. | 2001. |
| бр. становника | 0     | 0     | 134   | 126   | 135   | 156   | 0     | 0     | 136   | 131   | 97    | 73    | 66    | 63    | 55    |

Напомена:Од 1880. до 1910. исказано под именом Мали Млум. У 1857, 1869. и 1921. подаци су садржани у насељу Вели Млун, а 1931. у насељу Бузет.